# Abiogènesi
L'abiogènesi és el procés natural pel qual la vida sorgeix de matèria inanimada, com poden ser compostos orgànics simples. La hipòtesi predominant és que la transició d'entitats inanimades a éssers vius al planeta Terra no es produí de cop i volta, ans fou un procés cada vegada més complex, amb fites com ara la formació d'un planeta habitable, la síntesi prebiòtica de molècules orgàniques, la replicació, l'autoassemblatge i l'autocatàlisi d’aquestes molècules i l'emergència de membranes cel·lulars. Si bé la transició de matèria inanimada a formes de vida no ha estat observada experimentalment, hi ha una multitud de propostes per explicar-ne les diverses etapes.
L'estudi de l'abiogènesi té com a objectiu determinar com les reaccions químiques prèvies a la vida van donar lloc a la vida en condicions sorprenentment diferents de les actuals a la Terra. Utilitza principalment eines de la biologia i la química, amb enfocaments més recents que intenten una síntesi de moltes ciències. La vida funciona a través de la química especialitzada del carboni i l'aigua, i es basa principalment en quatre famílies clau de productes químics: lípids per a les membranes cel·lulars, hidrats de carboni com ara glúcids, aminoàcids per al metabolisme de proteïnes i ADN i ARN d'àcids nucleics per als mecanismes de l'herència. Qualsevol teoria reeixida de l'abiogènesi ha d'explicar els orígens i les interaccions d'aquestes classes de molècules.
Molts enfocaments de l'abiogènesi investiguen com van sorgir les molècules que s'autorepliquen o els seus components. En general, els investigadors pensen que la vida actual descendeix d'un món d'ARN, encara que altres molècules que s'auto-repliquen i s'autocatalitzen poden haver precedit l'ARN. Altres enfocaments (hipòtesis del "metabolisme primer") se centren a entendre com la catàlisi en els sistemes químics de la Terra primerenca podria haver proporcionat les molècules precursores necessàries per a l'autoreplicació. El clàssic experiment de Miller-Urey de 1952 va demostrar que la majoria dels aminoàcids, els constituents químics de les proteïnes, es poden sintetitzar a partir de compostos inorgànics en condicions destinades a replicar les de la Terra primitiva. Fonts d'energia externes poden haver desencadenat aquestes reaccions, com ara llamps, radiacions, entrades atmosfèriques de micrometeorits i implosió de bombolles a les ones del mar i de l'oceà. Investigacions més recents han trobat aminoàcids en meteorits, cometes, asteroides i regions de formació estel·lar de l'espai.
Tot i que es creu que l'últim avantpassat comú universal de tots els organismes moderns (LUCA) va existir molt després de l'origen de la vida, les investigacions sobre LUCA poden orientar la investigació sobre les característiques universals primerenques. Un enfocament de la genòmica ha intentat caracteritzar LUCA identificant els gens compartits per Archaea i Bacteria, membres de les dues branques principals de la vida (amb eucariotes inclosos a la branca arquea en el sistema de dos dominis). Sembla que hi ha 60 proteïnes comunes a tota la vida i 355 gens procariotes que es remunten a LUCA; les seves funcions impliquen que el LUCA era anaeròbic amb la via Wood-Ljungdahl, obtenint energia per quimiosmosi i mantenint el seu material hereditari amb ADN, codi genètic i ribosomes. Encara que els LUCA vivien fa més de 4.000 milions d'anys els investigadors creuen que estava lluny de la primera forma de vida. Les cèl·lules anteriors podrien haver tingut una membrana amb fuites i estar alimentades per un gradient de protons natural a prop d'una sortida hidrotermal fumadora blanca de les profunditats.
La Terra encara és l'únic lloc de l'Univers conegut on hi ha vida. Les proves geoquímiques i fòssils de la Terra informen la majoria dels estudis sobre abiogènesi. La Terra es va formar fa uns 4.500 milions d'anys, i les primeres proves de vida a la Terra daten d'almenys fa 3.800 milions d'anys a Austràlia Occidental. Alguns estudis han suggerit que els microorganismes fòssils poden haver viscut dins de precipitats de ventilació hidrotermal datats de fa entre 3.770 i 4.280 milions d'anys al Quebec, poc després de la formació de l'oceà fa 4.400 milions d'anys durant l'Hadeà.

## Etimologia i terminologia
La paraula abiogènesi és una combinació del mot sufix privatiu grec a- i la paraula biogènesi, encunyada el 1870 pel biòleg anglès Thomas Henry Huxley per referir-se a l'origen de la vida. El terme generació espontània, que de vegades es fa servir de manera intercanviable amb abiogènesi, correspon amb més propietat a la teoria científica obsoleta segons la qual els éssers vius sorgeixen de la matèria inanimada.

## Història
El concepte d'un origen de la vida basat en principis naturals i no en relats mítics o actes creatius ja apareix esbossat en diverses cultures antigues. Així, els filòsofs presocràtics van afirmar que tots els éssers, inclosos els vius, sorgien de l'arkhé. Anaximandre (aprox. 610-546 aC) afirmava que la vida s'havia desenvolupat originalment al mar i que posteriorment aquesta es va traslladar a la terra, mentre Empèdocles (aprox. 490-430 aC) va escriure sobre un origen no sobrenatural dels éssers vius. Posteriorment Lucreci, seguint la doctrina epicureista afirma a De rerum natura, que tots els organismes sorgeixen de Gea sense necessitat d'intervenció divina, i que només els organismes més aptes han sobreviscut per tenir descendència. Encara que aquesta afirmació pugui semblar una anticipació de la teoria de la selecció natural, a diferència d'aquesta els epicuris no admeten un origen comú per a totes les espècies, sinó més aviat generacions espontànies per a cadascuna. Aquestes idees van influir a diversos filòsofs a partir del renaixement.

## Condicions inicials
El coneixement de les condicions inicials és d'extrema importància per a l'estudi de l'origen de la vida. Per a això s'empra la teoria geoquímica en l'estudi de les roques antigues i s'efectuen simulacions de laboratori per mitjà d'ordinadors (experiments que s'anomenen in silico). Un dels punts centrals és determinar la disponibilitat d'elements i molècules essencials, especialment metalls, ja que són indispensables com a cofactors en la bioquímica, així com el seu estat redox en les diferents localitzacions. Així mateix, és essencial datar les primeres manifestacions de la vida per aproximar el lapse de temps en què s'està buscant. Segons les evidències, encara que estan subjectes a controvèrsia, la vida va haver d'aparèixer després del refredament del planeta que va seguir al bombardeig intens tardà, fa uns 4.000 milions d'anys. Encara que tots els éssers vius semblen provenir d'un únic organisme ancestral, en aquest apartat cal preguntar-se si hi va haver diverses aparicions «fortuïtes» de formes de vida després de les quals només en va sobreviure una, o si bé aquestes formes de vida encara sobreviuen potser en ambients extrems com en les profunditats de l'escorça terrestre o en el mantell.

## Models de l'origen de la vida
Hi ha moltes teories, postulades per diferents científics, dintre de la teoria general de la síntesi abiòtica o de l'abiogènesi. Aquestes són les principals teories relacionades amb aquest fet:

### Hipòtesi d'Eigen
A principis de la dècada de 1970 es va organitzar una gran ofensiva al problema de l'origen de la vida per un equip de científics reunits al voltant de Manfred Eigen, de l'Institut Max Planck. Van intentar examinar els estats transitoris entre el caos molecular d'una sopa primitiva i els estats transitoris d'un hipercicle de replicació i entre el caos molecular en una sopa primitiva i sistemes macromoleculars autorreproductors simples.
En un hipercicle, el sistema d'emmagatzematge d'informació (possiblement ARN) produeix un enzim, que catalitza la formació d'un altre sistema d'informació en seqüència fins que el producte de l'últim ajuda a la formació del primer sistema d'informació. Amb un tractament matemàtic, els hipercicles poden crear quasiespècies, que a través de selecció natural van entrar en una forma d'evolució darwiniana. Un impuls a la teoria de l'hipercicle va ser el descobriment que l'ARN, en certes circumstàncies, es transforma en ribozims (una forma d'enzim d'ARN) capaços de catalitzar les seves pròpies reaccions químiques.

### Hipòtesi de Wächstershäuser
Una altra possible resposta a aquest misteri de la polimerització va ser proposada per Günter Wächtershäuser el 1980, en la seva teoria del ferro–sulfur. En aquesta teoria, va postular l'evolució de les rutes (bio) químiques com el fonament de l'evolució de la vida. Fins i tot va presentar un sistema consistent per rastrejar les petjades de l'actual bioquímica des de les reaccions ancestrals que proporcionaven rutes alternatives per a la síntesi de «maons orgànics» a partir de components gasosos simples.
Al contrari que els experiments clàssics de Miller, que depenien de fonts externes d'energia (com llampecs simulats o radiació ultraviolada), els sistemes de Wächstershäuser venen amb una font d'energia incorporada, els sulfurs de ferro i altres minerals com la pirita. L'energia alliberada a partir de les reaccions redox d'aquests sulfurs metàl·lics, no només estava disponible per a la síntesi de molècules orgàniques, sinó també per a la formació d'oligòmers i polímers. Es llança per això la hipòtesi que aquests sistemes podrien ser capaços d'evolucionar fins a formar conjunts autocatalítics d'entitats autoreplicants metabòlicament actives que serien els precursors de les actuals formes de vida.

### Teoria de la platja radioactiva
Zachary Adam, de la Universitat de Washington a Seattle, afirma que processos mareals més grans que els actuals, produïts per una lluna situada a una distància molt menor podrien haver concentrat partícules radioactives d'urani i altres elements radioactius en la marea alta a les platges primordials on van haver d'haver estat els responsables de generar els components elementals de la vida. D'acord amb els models de computació publicats en Astrobiology, un dipòsit d'aquests materials radioactius podria haver mostrat la mateixa reacció nuclear autosostinguda que es troba en el jaciment d'urani d'Oklo, a Gabon. Aquesta sorra radioactiva proporciona suficient energia per generar molècules orgàniques, com aminoàcids i glúcids a partir d'acetonitril procedent de l'aigua. La monazita radioactiva també allibera fosfats solubles a les regions que es troben entre els grans de sorra, fent-los biològicament accessibles. Així doncs, els aminoàcids, glúcids i fosfats solubles poden ser produïts simultàniament, d'acord amb Adam. Els actínids radioactius, que llavors es trobaven en majors concentracions, van poder haver format part de complexos organometàl·lics. Aquests complexos van poder haver estat importants com a primers catalitzadors en els processos de la vida.

### Homoquiralitat
Alguns processos de l'evolució química haurien d'explicar l'origen de la homoquiralitat, és a dir, el fet que tots els components elementals dels éssers vius tenen la mateixa quiralitat, que són els aminoàcids levogirs, els glúcids ribosa i desoxiribosa dels àcids nucleics són dextrogirs, així com els fosfoglicèrids quirals. Es poden sintetitzar molècules quirals, però en absència d'una font de quiralitat o d'un catalitzador quiral es formen en una barreja 50/50 de tots dos enantiòmers, la qual la qual s'anomena mescla racèmica. Clark va suggerir que l'homoquiralitat va poder començar en l'espai, ja que els estudis sobre els aminoàcids del meteorit Murchison van mostrar que la l-alanina era dues vegades més freqüent que la forma dextrogira (d), i l'àcid l-glutàmic era tres vegades més prevalent que la seva contrapartida dextrogira. S'ha suggerit que la llum polaritzada va tenir el poder de destruir un dels enantiòmers dins del disc protoplanetari. Noyes ha demostrat que la desintegració beta provocava la destrucció de la d-leucina en una barreja racèmica i que la presència de carboni 14, present en grans quantitats en les substàncies orgàniques de l'ambient primitiu de la terra, podria haver estat la causa. Robert M. Hazen ha publicat informes d'experiments realitzats en diferents superfícies cristal·lines quirals que actuaven com a possibles llocs de concentració i acoblament de monòmers quirals en macromolècules. Un cop estabilitzat el sistema, la quiralitat podria haver estat seleccionada favorablement per l'evolució. Els treballs amb compostos orgànics trobats en meteorits tendeixen a suggerir que la quiralitat és una característica de la síntesi abiogènica, ja que els aminoàcids actuals són levogirs, mentre que els glúcids són predominantment dextrogirs.
Un treball dut a terme en 2003 per científics de Purdue van identificar l'aminoàcid serina com la probable arrel causal de l'homoquiralitat de les molècules orgàniques. La serina forma enllaços particularment forts amb els aminoàcids de la mateixa quiralitat, la qual cosa resulta en un grup de 08:00 molècules que han de ser totes o bé dextrogires o levogires. Aquesta propietat contrasta amb altres aminoàcids que són capaços de formar enllaços febles amb els aminoàcids de la quiralitat oposada. Encara que el misteri de per què la serina levogira va acabar sent la dominant encara roman sense resoldre, aquests resultats suggereixen una resposta a la qüestió de la transmissió quiral : com les molècules orgàniques d'una quiralitat mantenen la dominància una vegada que l'asimetria ha estat establerta.

### Autoorganització i replicació
Si es considera, com sovint passa, que l'autoorganització i autoreplicació són els processos principals que caracteritzen els sistemes vius, cal dir que hi ha molts tipus de molècules abiòtiques que tenen aquestes característiques en les condicions adequades. Per exemple, Martin i Russel van mostrar que la formació d'un compartiment diferent de l'ambient per membranes cel·lulars i l'autoorganització de reaccions redox autocontingudes són els atributs més conservats entre els éssers vius, i això els porta a argumentar que la matèria inorgànica amb aquests atributs podrien estar entre els atributs més probables de l'avantpassat comú de tots els éssers vius.